# Патруль времени (сборник повестей)

Издание 1991 года

«Патруль времени» (англ. The Time Patrol) — сборник повестей американского фантаста Пола Андерсона, опубликованный в 1960 году (в него вошли: «На страже времён», «Быть царём», «Единственная игра в городе», «Delenda Est»). Впоследствии автор написал ещё несколько повестей, последняя из которых относится к 1995 году.

## Сюжет
Главным героем повестей является американец Мэнс Эверард, в 1954 году завербованный организацией под названием «Патруль времени». В будущем люди случайно изобрели способ путешествий во времени. Вскоре они столкнулись с данеллианами — далёкими потомками людей, которые будут жить через миллионы лет и достигнут небывалого уровня развития. Данеллиане обладают огромными возможностями, но они зависят от людей, живших до них, так как любое изменение истории может вызвать цепь событий, ведущую к уничтожению линии данеллианского будущего или опасным изменениям в нём. Однако небольшие изменения истории допустимы (в этом отличие «Патруля времени», например, от известного рассказа Рэя Брэдбери «И грянул гром»). Например, если путешественник по времени уничтожит овцу, которая в будущем должна быть съедена тигром, то тигр съест другую овцу и не умрёт от голода; таким образом, история вернётся к тому состоянию, которое она имела до путешествия по времени). Опасны только серьёзные изменения истории. Именно с такими и должен бороться организованный данеллианами Патруль времени. Патруль имеет тайно действующие отделения во всех эпохах и пытается предотвращать путешествия в прошлое, которые могут привести к опасным изменениям в человеческой истории, помогает путешественникам во времени, попавшим в беду, изучает прошлое, борется с авантюристами и бандитами, перемещающимися во времени.
По мере написания повестей цикла видно, как автор меняет отношение к этому литературному циклу. Произведения становятся более серьёзными, драматичными, на первый план выходят не «агенты с правом свободных действий», а учёные-историки и исследователи, посвящающие изучаемой ими эпохе большую часть своей жизни. Их деятельность в прошлом вызывает временнЫе парадоксы — сами эти учёные оказываются историческими персонажами, которых они изучают, а мифы и легенды — отголосками реальных событий, в которых принимали участие сотрудники Патруля Времени. Ярким примером может служить повесть «Печаль гота Одина» («The Sorrow of Odin the Goth»). Исследователь-фольклорист и сотрудник Патруля, родом из середины XX века, отправляется в Европу раннего Средневековья изучать истоки легенд, легших в основу героических эпосов готских и скандинавских племён, в том числе «Старшей Эдды» и «Младшей Эдды». Он проводит в прошлом много лет своего личного времени, возвращаясь лишь ненадолго в XX век повидаться с женой и написать отчёты о работе. И там, в прошлом, между сотрудником Патруля и местной девушкой возникают взаимные чувства, у них рождается ребёнок, а девушка умирает во время родов. Это оказывается большой личной трагедией для учёного, и ему крайне тяжело продолжать работу. Всё же он решает принять участие в судьбе своего ребёнка и его будущих потомков: пользуясь возможностями техники Патруля времени, учёный совершает временные прыжки и почти каждый год посещает ставшую ему родной готскую семью. Он становится для местных жителей кем-то вроде хранителя рода, странного, но неопасного и довольно слабого чародея, который приходит неизвестно откуда и исчезает вновь, не старится, говорит порой странные и непонятные вещи. Особенно интересен литературный приём, когда главный герой описывается глазами других персонажей — местных жителей — и читателям даётся понять, что его «шляпа, синий плащ и посох», а также хроно-скутер, похожий на летающий мотоцикл — явные отсылки к скандинавскому богу Одину с его восьминогим жеребцом Слейпниром, хотя даже сам учёный, кажется, не догадывается об этом. Дальнейшие события развиваются по сюжету саги «Эдда», а учёный-фольклорист начинает понимать, что он оказался заложником Истории с большой буквы, то есть он не сможет спасти близких людей, раз события в сагах уже описаны именно так. А любое изменение хода вещей повлечёт наказание Патруля, которому придётся проводить новую операцию в этом времени, чтобы вернуть всё к «естественному ходу событий». Тяжелейший груз ответственности за свои поступки, смерть нескольких близких ему людей, а также чувство вины перед женой из XX века — это и есть «печаль Одина», которая проходит сквозь всё произведение.
Повести:
1. «Time Patrol» (1955) (Патруль времени / На страже времён)
2. «Brave to be a King» (1959) (Легко ли быть королём / Быть царём)
3. «Gibraltar Falls» (1975) (Гибралтарский водопад)
4. «The Only Game in Town» (1960) (Единственная игра в городе / Единственный выход)
5. «Delenda Est» (1955)
6. «Ivory, and Apes, and Peacocks» (1983) (...И слоновую кость, и обезьян, и павлинов)
7. «The Sorrow of Odin the Goth» (1983) (Печаль Гота Одина)
8. «Star of the Sea» (1991) (Звезда надо морем)
9. The Year of the Ransom (1988) (Год выкупа)
10. The Shield of Time (1990) (Щит времён)
11. «Death and the Knight» (1995) (Смерть и рыцарь)

Сборники:
- Guardians of Time (издание 1960: повести 1, 2, 4, 5; издание 1981 дополнено повестью 3)
- Time Patrolman (1983; 6 и 7)
- Annals of the Time Patrol (1983, повести 1-7)
- The Time Patrol (1991, 1-9),
- Time Patrol (2006, 1-9 and 11).